# 2995 Таратута
2995 Таратура (енгл. 2995 Taratuta) је астероид главног астероидног појаса са пречником од приближно 16,59 .
Афел астероида је на удаљености од 2,972 астрономских јединица (АЈ) од Сунца, а перихел на 2,259 АЈ.
Ексцентрицитет орбите износи 0,136, инклинација (нагиб) орбите у односу на раван еклиптике 14,836 степени, а орбитални период износи 1545,684 дана (4,231 године).
Апсолутна магнитуда астероида је 12,40 а геометријски албедо 0,070.
Астероид је откривен 31. августа 1978. године.